# Односи Србије и Сенегала
Односи Србије и Сенегала су инострани односи Републике Србије и Републике Сенегал

## Билатерални односи
Дипломатски односи између Србије (ФНРЈ) и Сенегала су успостављени 1961. године.

### Политички односи
Без регистрованих посета дужи низ година.

### Економски односи
- У 2020. години извоз је износио око 400.000 долара, а увоз нешто више од  100.000 долара.
- У 2019. извоз је вредео 615.000 УСД, а увоз 141.000 долара.
- У 2018. години из Србије је извезено робе вредне 529.000 долара, а увезено за 118.000 УСД.[1][2]

### Допломатски представници

#### У Београду
- Мамаду Нгом, амбасадор
- Енри Сенгор, амбасадор

#### У Дакару
- Марко Милашин, амбасадор, 1980—1982.
- Јусуф Кељменди, амбасадор, 1976—1980.
- Ацо Шопов, амбасадор, 1971—1976.
- Исток Жагар, амбасадор, 1967—1971.
- Душан Ристић, амбасадор, 1963—1967.